# Aiden McGeady
Aiden McGeady (ur. 4 kwietnia 1986 w Rutherglen) – irlandzki piłkarz szkockiego pochodzenia występujący na pozycji pomocnika w klubie Ayr United.

## Kariera
Aiden McGeady zawodową karierę rozpoczynał w Celtic F.C. W szkockiej lidze zadebiutował w sezonie 2003/04 w meczu przeciwko Heart of Midlothian FC W spotkaniu tym Irlandczyk został wybrany najlepszym zawodnikiem na boisku. Jako młody piłkarz początkowo pełnił on w drużynie rolę rezerwowego, lecz ówczesny trener Celticu – Martin O’Neill systematycznie wprowadzał go na końcówki meczów. McGeady był nawet uważany przez niego za największy talent w szkockiej lidze. Dzięki dobrym występom młody Irlandczyk na boisku pojawiał się coraz częściej w pierwszym składzie Celticu. W ekipie „The Bhoys” nastąpiła zmiana na stanowisku szkoleniowca, a nowym trenerem zespołu został Gordon Strachan. Do szkockiej drużyny został ściągnięty Maciej Żurawski, a rok później Jan Vennegoor of Hesselink. Mimo wszystko Strachan nie zrezygnował z usług McGeady’ego, który w sezonie 2006/07 już na stałe wywalczył sobie miejsce w podstawowej jedenastce. McGeady świetną formę prezentował zarówno w Scottish Premier League, jak i w Ligi Mistrzów. W obu tych rozgrywkach należał do najlepszych piłkarzy w swoim zespole.
13 sierpnia 2010 roku McGeady podpisał czteroipółletni kontrakt z rosyjskim Spartakiem Moskwa, skąd 11 stycznia 2014 roku trafił do angielskiego Evertonu.

## Sukcesy
- Mistrzostwo Szkocji: 3
  - 2006, 2007, 2008
- Puchar Szkocji: 2
  - 2005, 2007
- Puchar Ligi Szkockiej: 2
  - 2006, 2009
- Najlepszy piłkarz młodego pokolenia w Celticu: 3
  - 2005, 2006, 2007
- Najlepszy piłkarz miesiąca w lidze: 5